# Biserica Adormirea Maicii Domnului din Borzești
Biserica „Adormirea Maicii Domnului” din Borzești este o biserică ortodoxă ctitorită de Ștefan cel Mare împreună cu fiul său cel mare Alexandru (d. 1496) între 9 iulie 1493 și 12 octombrie 1494. Figurează pe Lista monumentelor istorice din județul Bacău sub codul BC-II-m-A-00797.
Borzești este o actuală localitate al municipiului Onești (denumit în trecut Gheorghe Gheorghiu-Dej) din județul Bacău, unde s-a născut și a copilărit Ștefan al III-lea, viitor domnitor al Principatului Moldovei. 

## Istoric

### Context
Scopul bisericii, în afară de cel de respect față de strămoșii domnitorului, după două legende locale este:
- de a comemora moartea prietenului său Gheorghe, străpuns de săgețile năvălitorilor tătari în timp ce acesta era legat de un stejar în timpul unui joc simulând lupta între tătari și moldoveni, reprodusă de Nicolae Gane în povestirea „Stejarul din Borzești”; după prima bătălie câștigată de Ștefan în fața tătarilor, se spune că fiul hanului ar fi fost dus la Borzești și spânzurat de același stejar. În locul stejarului, ce a fost ars, a fost zidită biserica.[1] Gane a menționat că subiectul nuvelei i-a fost povestit de Vasile Alecsandri, ce era proprietarul moșiei Borzești.[2]
- După o versiunea culeasă de Ortensia Racoviță, în timp ce se simula spânzurarea adversarului de creanga unui nuc, tot într-o joacă, copiii au fost distrași de un iepure, uitând de prietenul lor care a murit spânzurat din greșeală.[1]

Potrivit lui Andrei Oișteanu, se consideră că în regiunea Moldovei există o frecvență redusă a motivului legendar „întemeierea unui edificiu pe locul unde s-a produs o jertfă de sânge”, însă există o atestare numeroasă a motivului „întemeierea unei construcții pe locul și din lemnul unui copac consacrat”. În cazul jertfei produse, adeseori motivul este mascat sau atenuat prin atestarea unei morți accidentale și nu una rituală, fie se consideră provocată (dar nu din cauză ritualică) sau este un ritual al meșterului, dar care este pedepsit pentru acțiunea sa.
Sunt cazuri unde în cadrul aceleași legende există două moduri ritualice de stabilire a locului de construcție a unui edificiu religios: unde a fost omorât un om și locul unui arbore consacrat, un exemplu fiind cel legat de „Stejarul din Borzești”.

### Construcție
Biserica a fost construită de Ștefan cel Mare împreună cu fiul său Alexandru între 9 iulie 1493 și 12 octombrie 1494 și a primit hramul Adormirea Maicii Domnului.
Pisania, așezată pe fațada de apus, la dreapta intrării și apărată de o cornișă, are următorul cuprins în limba slavonă, tradus de Melchisedec Ștefănescu. După o altă traducere:
„Io Ștefan Voievod, cu mila lui Dumnezeu domn al Țării Moldovei și cu prea iubitul său fiu Alexandru am zidit acest hram care este la Borzești pe Totruș, Adormirea Prea Sfintei Născătoare de Dumnezeu, întru rugă sieși și întru pomenirea sfânt răposaților moși și părinți ai lor, și care a început a se zidi în anul 7001 [1493] luna iulie 9 și s-a săvârșit în anul 7002 [1494], anul curgător al 38-lea, luna octombrie 12.”
Din conținutul inscripției se confirmă pentru Constantin I. Istrati, citând din Melchisedec Ștefănescu, faptul că:
- Ștefan, conform tradiției, este născut la Borzești,[7][10] a copilărit acolo și era pe proprietatea părinților și strămoșilor lui;[10]
- a început domnia în 1456, în același an când a început ostilitățile cu Petru Aron, și nu în 1457;[11]
- anul se începea cu 1 ianuarie și nu de la 1 septembrie;[7]
- construcția a durat 15 luni;[7]
- râul era numit Totruș.[11]

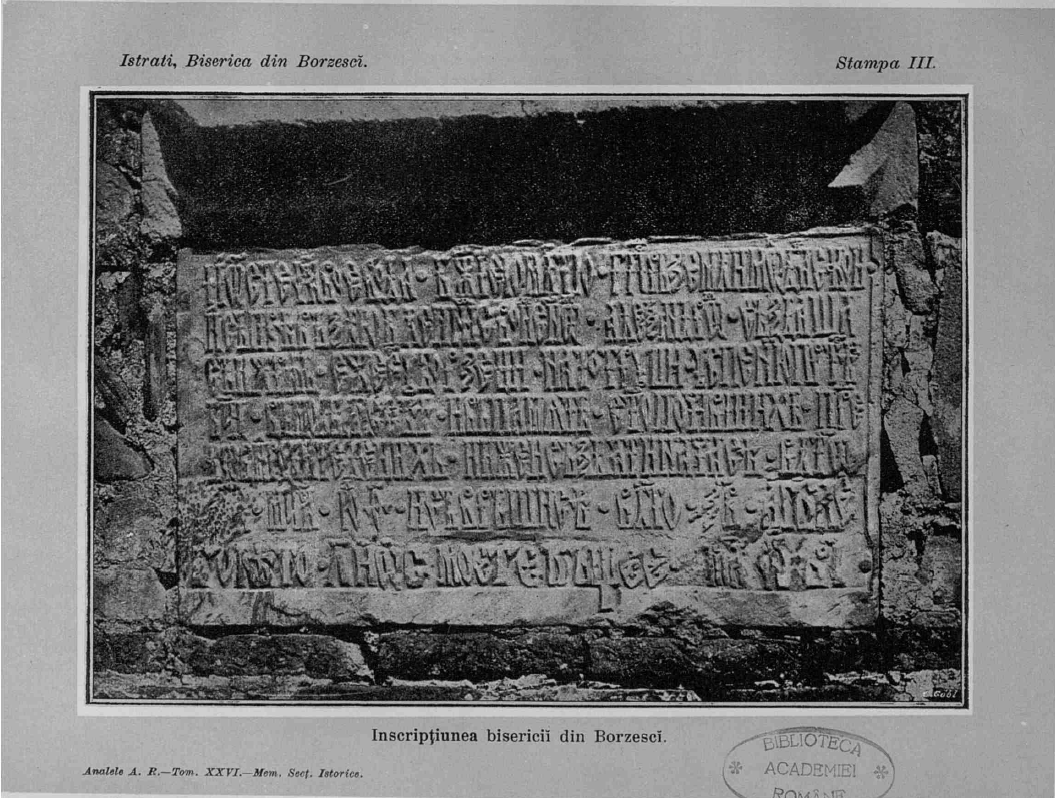
Inscripția în limba slavonă de la intrare

Biserica se remarcă a fi singura construită de domnitor fără a comemora o luptă sau de a servi unui oraș. Se află amplasată pe un tăpșan. Este zidită grosier din piatră de calitate slabă din zonă, ce se macină mai ales la stâlpii ușii, și puțină cărămidă. Nu prezintă soliditate. Ștefănescu a presupus că a fost construită în 3 luni și câteva zile, având în vedere calitatea lucrării. Același lucru a fost reiterat de Constantin I. Istrati, prin a presupune că a fost zidită în mai puțin de trei luni, dacă anul începea de la 1 septembrie. Cu toate acestea, se află la scara celorlalte biserici construite în epocă, având proporții monumentale.
Istrati a presupus că, la fel ca biserica din Piatra Neamț, acesta nu a avut turle din construcție. Acest lucru se poate deduce și din forma bolții din zona naosului, la fel ca la biserica din Volovăț (1502). Pe lângă lipsa turlei, nu are nici sânuri laterale și contraforți.
Are lungimea de 26,20 m și lățimea de 10,30 m. Din construcție a fost acoperită cu șindrilă.
A avut un zid împrejmuitor care în timp a dispărut, la fel și un turn-clopotniță.

#### Arhitectură
Biserica este cea mai veche din categoria celor cu amestec dintre elementele gotice și bizantine și cu plan dreptunghiular sau mixt.[A][B] În această categorie amestecul se resimte mai mult decât la cele cu plan triconc. Potrivit arhitectului Grigore Ionescu, edificiul aparține bisericilor de tip nou, simple și diferite de cel al bisericilor, considerate de acesta primitive, din restul țării. În această nouă categorie intră grupul de trei biserici din Borzești, Războieni și Piatra Neamț, din care primele două, asemănătoare în construcție, sunt de sat, iar a treia diferă puțin de restul și deservește un oraș. Potrivit arhitectului, au o importanță specială pentru istoria arhitecturii din epoca lui Ștefan cel Mare. Tipul nou se remarcă prin planul drept, o singură absidă centrală, circulară la interior și poligonală la exterior sau tot circulară, și nu au turlă. De la exterior, construcția se prezintă drept o prismă dreaptă, simplă și acoperită cu un singur acoperiș. Gheorghe Balș a considerat, după caracteristicile asemănătoare dintre cele trei biserici, că au avut același meșter. Cu această constatare a fost de acord și Ionescu.

Grupul celor trei biserici aparținând noii arhitecturi
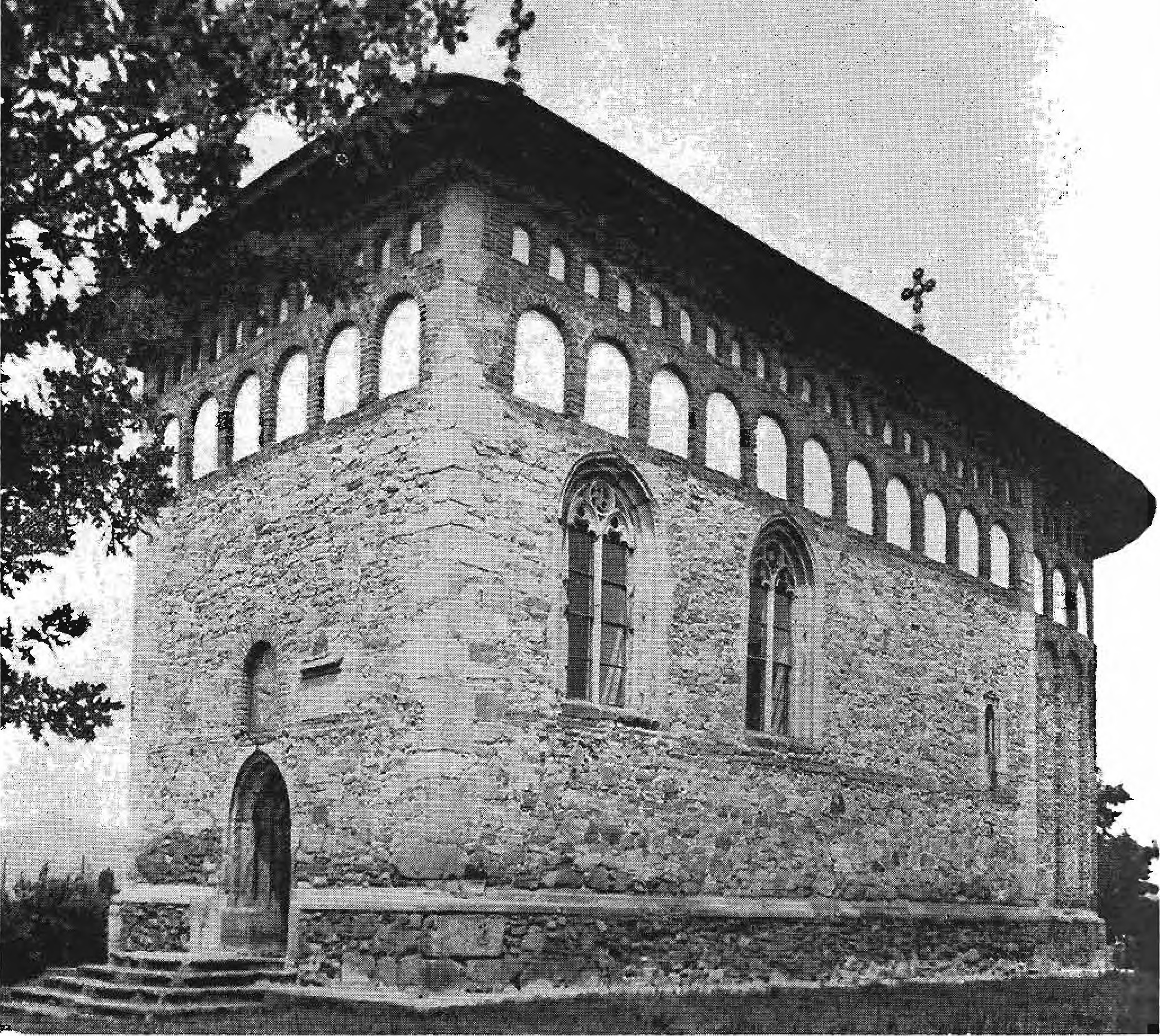
Borzești
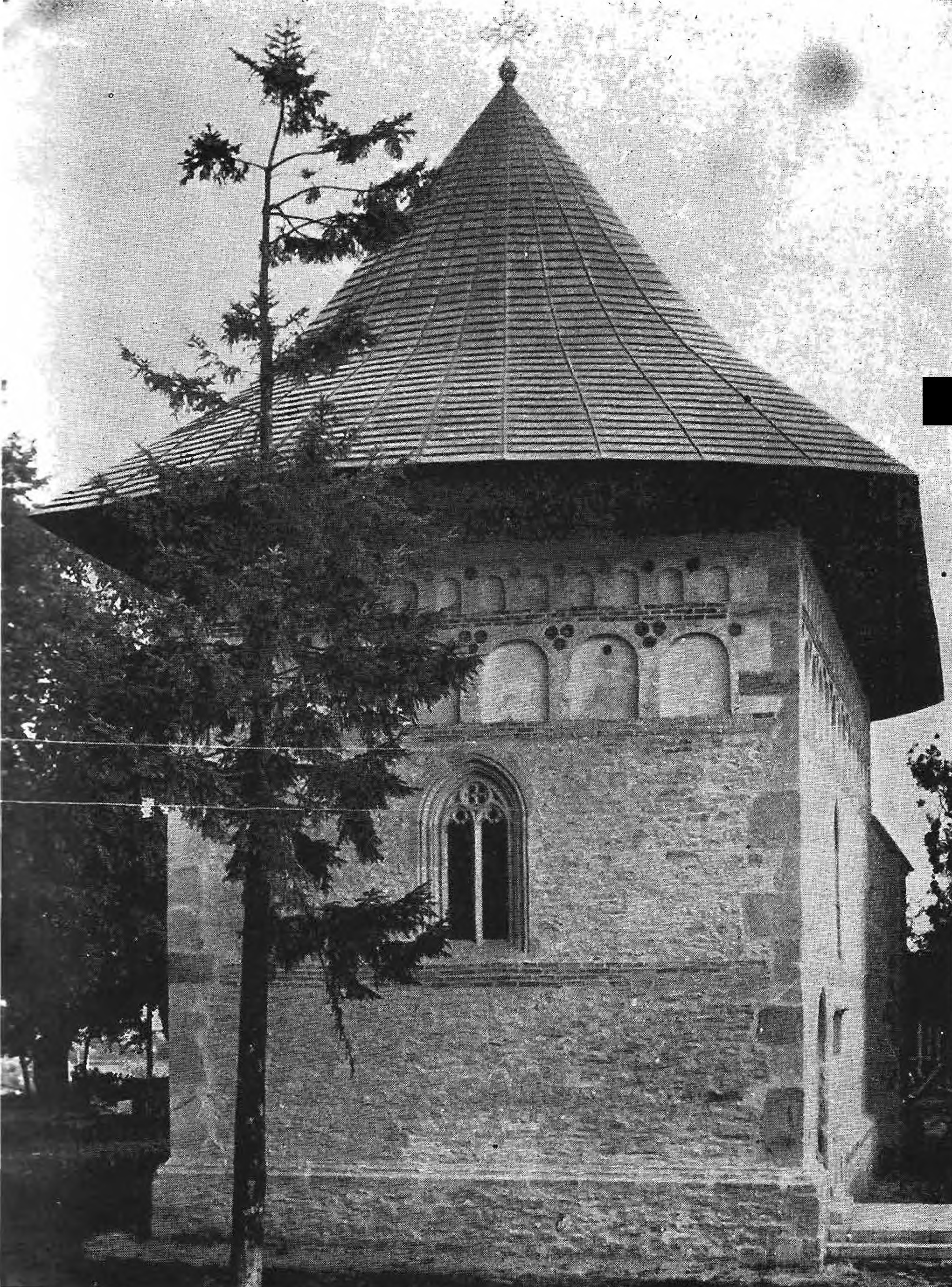
Războieni
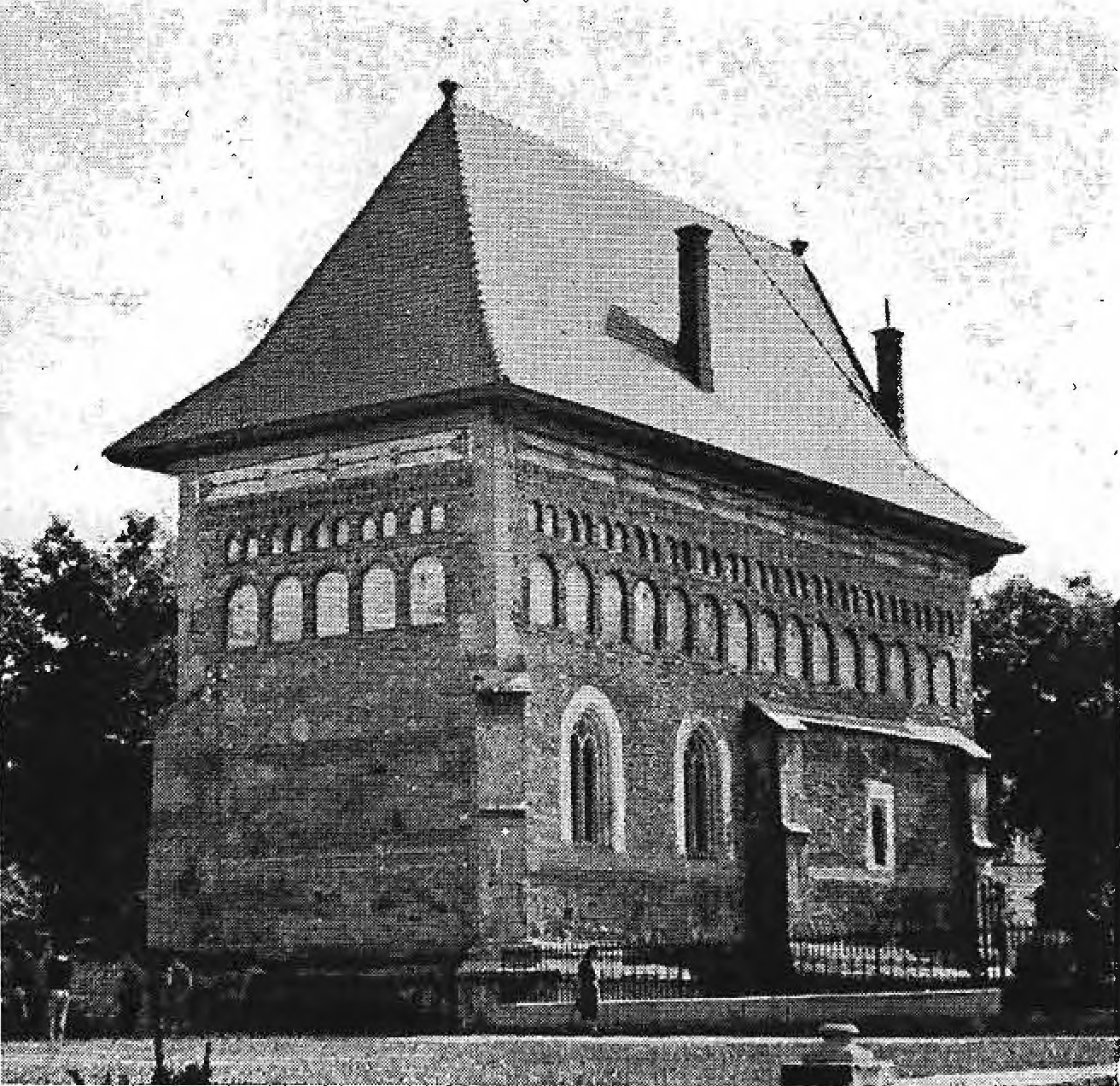
Piatra Neamț

Potrivit lui Vasile Drăguț, în cazul bisericii din Borzești, cu plan dreptunghiular și fără turlă, sinteza se remarcă mai mult la interior, unde există o boltă cu cupole semisferice, dispuse în filă, iar pronaosul este compus din două travee separate printr-un arc divizor. Astfel, pronaosul este boltit de două cupole semisferice dispune pe axul longitudinal. Arcul se descarcă în mod treptat în pilaștrii de piatră, prin intermediul unor console, și nu în zidurile laterale. Etajarea profilelor aparține în general principiilor constructive și plastice ale arhitecturii gotice. Un alt autor a precizat că la Borzești nu sunt cupole semisferice (unde, în principiu, cupolele nu pot fi decât semisferice), ci calote.
Planul obiectivului constă dintr-o tindă (pronaos), o navă dreptunghiulară și un altar semicircular în interior și cu 11 fețe în exterior fără proscomidie și diaconic, fiind înlocuite de nișe mici în zidul altarului. Tinda este despărțită de navă cu un zid gros. Pronaosul, de formă dreptunghiulară, este subdivizat în două traverse dreptunghiulare (compartimente) printr-o pereche de pilaștri care susțin consolele de piatră și ce înaintează adânc înspre interior, prin intermediul unui arc dublou transversal. Acestea au o serie de proeminențe treptate, ce constau din planuri oblice, precum cavete și rotunjiri, și se aseamănă considerabil cu consolele de scândură crestate ce au rolul de sprijin al unor grinzi de casă țărănească. Accesul cu naosul se face printr-o ușă îngustă cu chenare dreptunghiulare gotice.

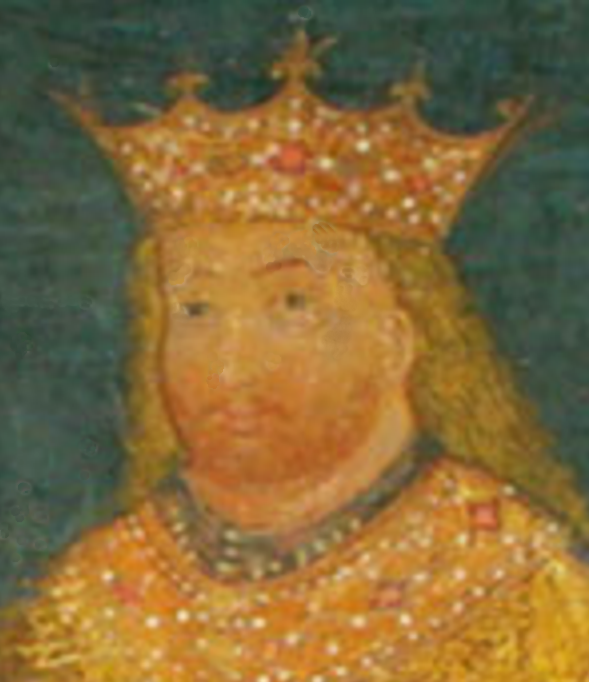
Unul dintre ctitori, Ștefan cel Mare, ilustrat în biserica din Pătrăuți, pictură realizată în aceeași perioadă cu construcția bisericii din Borzești.

La ambii pereți, de vest și de est de o parte, și la console de alta, au fost încălecate pe fiecare parte a traveei câte două arcuri longitudinale ce au rolul parțial de cosorabă și de grinzi treptate, specifice streșinilor caselor din lemn. Astfel, arhitectura specifică clădirilor din lemn a fost propagată arhitecturii în piatră. Planul dreptunghiular redus al fiecărei travee, ajuns la o formă pătrată, a fost acoperit cu câte o calotă sferică sprijinită pe pandativi și un tambur mic.
Nava a fost împărțită în trei travee inegale, în care numai cea centrală are o calotă. Însă, traveea de la apus are deasupra arcurilor-treptate laterale alte două arcuri dreptate transversale, în care cel de la vest este mai jos decât următorul arc, ca la final arcul maestru ce leagă toate consolele și pe care este așezată calota să coboare din nou. Traveea a treia de la est este atât de strâmtă încât a fost acoperită în partea de mijloc cu un singur arc încălecat pe arcurile laterale și poziționat mai sus decât arcul între travee. O altă serie de două arcuri treptate coboară spre calota altarului. În acest fel s-a redus diametrul bolților centrale.
Potrivit lui Virgil Vătășianu, din secțiunea longitudinală a bisericii se observă că succesiunea de arcuri nu îndeplinește un rol constructiv, putând fi înlocuite cu bolți cilindrice, și nu este determinată de natura materialului de construcție. Vătășianu a fost de acord că fracționarea bolții în arcuri poziționate la niveluri diferite nu putea urmări decât un scop formal, acela de a imita cât mai bine tavanele de grinzi ale bisericilor din lemn, la acest tip de biserici așezarea treptată având scopul ridicării tavanului spre centru. Tot acesta a concluzionat că reducerea diametrului bolților centrale și poziționarea pe console treptate s-a realizat un avantaj tehnic, unde forțele laterale ale bolților sunt neutralizate iar pilaștrii și consolele au rol de contraforturi interne, diferite radical de sistemul de contraforturi externe ale stilului gotic. Sistemul de la Borzești, alterat de arhitectura din lemn, se aseamănă cu sistemul mai simplu utilizat și la Dolheștii Mari ce deține analogii cu arhitectura munteană și balcanică.
Soclul, ușor profilat, este zidit din piatră tare cenușie și înconjoară clădirea. Fiecare colț al soclului este însemnat de o piatră cioplită mai mare. Colțurile de la soclu în sus (pe fațadă) sunt compuse din pietre cioplite regulat (pietre de talie) cu excepția cozilor, lăsate neregulate. Sub streașină există o cornișă din piatră, simplă. Zidul de exterior, din piatră brută aparentă, din dreptul pronaosului și al naosului are o traiectorie dreaptă până la absidă, unde după o mică retragere există o parte dreaptă înainte de curbura poligonală a absidei. Baza este profilată cu o cavetă între două planuri oblice. Absida este decroșată, la fel ca la cealaltă biserică de sat cu plan dreptunghiular, Volovăț, precum și la bisericile-paraclis Piatra Neamț și Arbore.

Semne lapidare derivate ale tipului lojii din Strasburg ale meșterilor de la Borzești

După Gheorghe Balș, semnele lojii din Strasburg ce sunt derivate din pătrat, întâlnite la Borzești, alături ce semnele lojii din Colonia derivate din triunghi și puțin întâlnite pe actualul teritoriu al României, arată că edificiile religioase au avut meșteri ai stilului gotic care au lucrat și în țările apusene vecine. Însă nu se poate stabili dacă aceștia au venit din Transilvania, Galiția sau alte zone. Virgil Vătășianu a concluzionat, pe baza semnelor lapidare derivate din cele prezente la marea lojă din Strasbourg, că forța de muncă apuseană a bisericii a fost poloneză. Acestora li se pot atribui cadrul ușii din exterior și ferestrele mari ale pronaosului. Însă ușa interioară, prin execuția grosolană, pare a fi fost făcută de un meșter moldovean ce a preluat modelul gotic prin improvizație.
În 1925, Gheorghe Balș a descris-o astfel: „este totuși, în simplicitatea ei, elansată și elegantă, atât în afară cât și înăuntru.” După Vasile Drăguț, biserica nu a avut decor pictat pentru multă vreme, în aceeași situație fiind bisericile de la Războieni și Piatra Neamț.

##### Bolți
Sistemul de boltire al bisericii a fost reluat la biserica din Războieni (1496), biserica-paraclis din Piatra Neamț (1497) și la Dobrovăț (una dintre preferatele ctitorului). Se aseamănă în plan și elevație cu biserica din Războieni, însă aceasta din urmă este mai austeră și cu ferestrele mai mici, dar unde asimilarea elementelor decorative de sorginte gotică și integrarea acestora într-o compoziție originală este evidentă, fiind caracteristică mediului artistic local. La Borzești, în privința planului dreptunghiular și lipsei turlei se aseamănă cu biserica din Piatra Neamț. Lipsa turlei de pe naos a fost compensată prin crearea unei cupole semisferice (calotă sferică). Însă, bolta naosului nu prezintă arcurile diagonale peste arcurile mari, cum se obișnuia în epocă.
Tot la Războieni, Piatra Neamț, Reuseni și Dobrovăț s-a practicat planul mononavat, cu diferențierea că cea din Piatra Neamț are în zona naosului abside mici interioare, unde la exterior s-a practicat îngroșarea zidului de tip rezalit, iar la ultimele două s-a renunțat la rezalit, zonele absidelor păstrând aceeași grosime.
Față de vechea arhitectură din Moldova, planul bisericii pare alungit prin amplasarea bolților, însă în comparație cu restul bisericilor raportul lungimii a rămas aproape egal (1:3,27), un exemplu fiind biserica din Pătrăuți cu raportul de 1:3,22.
Arcurile dublouri alipite spre răsărit de arcurile absidei și spre apus de zidul median despărțitor, ce se obișnuiau a se face în epocă, au fost înlocuite cu arcuri transversale ce se intercalează și cad pe pereții de de nord și sud ai naosului. Acest concept a creat un compartiment mic la est și la vest de naos, ce a contribuit la lungirea bisericii și împărțirea boltelor pronaosului printr-un arc transversal.
La absida altarului există pilaștri înalți, zidiți cu aceeași cărămidă ca la exterior. Acest tip de cărămidă smălțuită se presupune a fi adusă de la șantierul bisericii din Hârlău, ce a fost finalizată în vara anului 1492.

##### Ferestre
Revenirea la programul bisericilor bizantine a fost contracarată puternic de stilul gotic. Edificiul iese în evidență prin ritmul decorativ al arcadelor, firidelor, precum și a ancadramentelor gotice de fereastră la pronaos. Ferestrele pronaosului sunt considerate neobișnuit de mari pentru o biserică ortodoxă și conferă o expresie profund gotică, atât prin profilatura ca întreg, cât și prin raportul dintre gol și plin. În timp au fost distruse și astupate.
Ferestrele, în număr de 4, sunt bipartite (despărțite de un menou) cu traforuri și au un portal cu muluri în retragere asemănat cu un arc frânt, unde mulurile s-au păstrat fragmentar, acestea fiind combinate din trifoi și patrufoi (cercuri încrucișate), ornamentații în stil gotic rayonant. Potrivit lui Vasile Drăguț, în acest fel, se încadrează în genul gotic specific între secolele al XIII-lea și al XIV-lea, cu deschiderea spre exterior care a culminat la Sainte-Chapelle, deși biserica din Borzești ca întreg nu aparține goticului. Cu toate acestea, asocierea între sistemul de boltire cu cupole și ferestre largi este neașteptată și calitativă, în condițiile unui spațiu proporționat.
Însă potrivit lui Constantin I. Istrati, ferestrele mari par a fi adăugate ulterior sau la sfârșitul construcției, afirmație argumentată cu lipsei simetriei sub ocnițele superioare și vârfului arcului ferestrelor ce atinge brâul, fiind în dezacord cu regulile în astfel de construcții. Pe de altă parte, un alt autor nu a fost de acord cu analogia cu Sainte-Chapelle și cu constatarea privind raportul dintre gol și plin, făcute de Drăguț. Gheorghe Balș a considerat sculptura ferestrelor „destul de mediocră”.
La naos și altar există un alt set de ferestre, una în axul absidei centrale și două în zidurile laterale ale naosului, dar de dimensiune mică, înguste și lungite, din care la una se mai distinge chenarul cu baghete încrucișate. Chenarul este dreptunghiular în exterior și ușor ogival în interior. Ferestrele sunt la fel ca cele de la Războieni și Piatra Neamț și asemănătoare cu cele de la Popăuți, Hârlău și Dorohoi. Potrivit arhitectului Grigore Ionescu, cu excepția pronaosului, interiorul bisericii este destul de rău iluminat din cauza ferestrelor mici, unde „voit sau nu, face să domnească în interior un aer de mister”.

##### Ocnițe
Biserica este înconjurată în partea superioară, sub cornișă, de două rânduri de ocnițe (gherle, firide, nișe), mari și mici, care cel mai probabil au fost pictate la început cu icoane bisericești. Proporția acestora este de două ocnițe mici (în partea superioară) la una mare (în partea inferioară). În timp au fost tencuite și parțial astupate.
Absida este decorată pe toată fața inferioară de la exterior, până la șirul de ocnițe, de 13 firide lungi, ale căror picioare și arcuri sunt de cărămidă aparentă, la fel ca la picioarele și arcurile ocnițelor. Există 14 picioare de arc și nu corespund cu cele ale firidelor, iar la rândul de sus există câte două nișe pentru un rând de mai jos. Picioarele ocnițelor au fost realizate din cărămidă smălțuită, însă în această privință biserica din Piatra Neamț este mult mai estetică, fiind superioară în ornamentație și calitatea materialelor.
Se remarcă faptul că ocnițele mici se opresc la partea anterioară și nu formează un chenar, ca la celelalte biserici din epocă. Ocnițe pictate s-au păstrat mai ales la biserica din Logrești, biserica din Câinenii Mici și paraclisul Episcopiei Râmnicului, precum și în București, la Biserica cu Sfinți, Stavropoleos și Catedrala Patriarhală cu arhitectura inițială. Pe de altă parte, călătorul Paul de Alep a descris în 1650 biserica din Vaslui ca având arcuri cu picturi ale tuturor sfinților.

##### Brâuri și discuri
Partea de jos din piatră brută, este tăiată de un brâu din piatră cioplită și alte două brâuri din cărămidă aparentă și smălțuită, unul sub ferestrele mari ale pronaosului și altul deasupra lor și sub ocnițele mari. Cele două brâuri din cărămidă de jos înconjoară clădirea în grupe de câte trei rânduri de cărămizi verzi, în două sau trei tonuri. Deasupra ocnițelor mari a mai fost pus un rând de cărămizi smălțuite.
Pe lângă ocnițe se mai găsesc decorații în formă de disc din cărămidă smălțuită, poziționate câte trei deasupra picioarelor ocnițelor mari și câte unul la cele mici, doar între timpanele ocnițelor. Acestea sunt simple, fără decor plastic, ca niște farfurii adâncite cu un buton central proeminent înconjurat de un cerc în relief, și se aseamănă cu cele folosite ulterior la biserica din Piatra Neamț, Neamț și Suceava. Culorile folosite la cărămizi și discurile smălțuite au fost verde, galben, cafeniu deschis și portocaliu. Între discuri există piese mici în trei colțuri, colorate precum primele elemente, care umplu spațiul gol. Edificiul din Borzești iese în evidență ca fiind prima biserică din epoca lui Ștefan cel Mare în care discurile smălțuite nu au mai fost ornate cu motive zoomorfe și antropomorfe.

##### Uși
Se aseamănă cu edificiul din Piatra Neamț și la sculptura ușilor, cu aceleași linii și forme generale, cu diferența că ultima este mai complicată. Se aseamănă și la tendința micșorării ușii care separă pridvorul de naos, dimensiune disproporționată în raport cu ferestrele mari. La fel cu disproporția ușii sunt și ferestrele mici din lateralele catapeteasmei.
Ușa din exterior este amplasată pe axa bisericii, pe latura de apus, și are muluri gotice în arc frânt, care se opresc la bază pe un plan înclinat fără baze mici. Deasupra ușii se află o ocniță, tot în centru. Ușa interioară între tindă și navă (pronaos) face parte din stilul cu baghetă, cu chenar dreptunghiular și muluri încrucișate, la fel precum ferestrele mici ale navei și altarului, însă construcția este foarte grosolană și desenul rău înțeles, Virgil Vătășianu presupunând că a fost realizată de un meșter moldovean ce a preluat modelul gotic prin improvizație. Se aseamănă cu ușa interioară de la biserica din Războieni, cu excepția faptului că la Borzești ușa nu are baze mici la colonete.

### Evoluție în timp
După informațiile locului, biserica a fost arsă și s-a deteriorat în urma unor multiple cutremure care au urmat.
În 20 martie 1694 Constantin Duca a închinat biserica Mănăstirii Bogdana.
În 7 februarie 1716 a decedat Irina Ruset, soția marelui vornic Manolache Ruset, fiind înmormântată în pronaosul bisericii. Manolache Ruset a fost strămoșul direct pe linie paternă al lui Radu Rosetti.
Icoanele din interior au fost realizate în 1776, iar altele sunt mai vechi, în culori cu apă și nespoite cu var. Alte icoane vechi au fost lăsate sub altele mai noi, atârnate în față. În stânga altarului se află o icoană mică realizată în ulei ce reprezintă Buna Vestire, având indicația scrisă în limba română. Toți sfinții au ochii scoși, ca urme a unei vandalizări făcute de tătari, turci sau chiar maghiari și polonezi, potrivit lui Constantin I. Istrati. În privința ultimilor, deși creștini, a amintit că aceștia au ars biserici ortodoxe sau le ultragiau, cum a fost cazul bisericii din Hârlău unde o icoană a fost scrijelită cu pumnalul de către polonezi.
La începutul secolului al XIX-lea au fost construiți 3 contraforți masivi pentru sprijinul pereților exteriori, de către un meșter local. Deși erau masivi, nu au fost rezistenți și au afectat forma originală a bisericii. După această intervenție nu s-a mai făcut nicio reparație până în 1904.
În anul 1859, Melchisedec Ștefănescu a vizitat biserica și a descoperit că avea bolțile și pereții crăpați și că nu mai avea acoperiș.
În 4 iulie 1864 Costache Negri a trimis din Târgu Ocna o scrisoare lui Vasile Alecsandri, proprietarul moșiei Borzești, în care printre altele i-a comunicat: „Am rânduit, de asemenea, afacerea cu biserica ta din Borzești, și curând vei primi un deviz de ceea ce va costa repararea cu păstrarea stilului ei. Plouă pe aici, iubite prietene, tot atât se pare ca și pe la tine, dar ținutul tău Borzești e minunat – rareori am văzut ceva mai frumos.”
În anul 1879 biserica care a fost incendiată de turci sau de tătari, și care era în ruine de 57 de ani, a fost reparată. După o altă sursă la acestă dată s-a localizat adăugarea contraforților. În același an episcopul Ștefănescu a remarcat în proximitatea bisericii mai multe pietre funerare cu epitafuri în limba slavonă, însă din lipsa timpului nu s-a preocupat de acestea. Astfel de pietre e posibil să fi fost luate sau acoperite cu pământ, iar o parte au fost găsite în contraforți, unde cele văzute de Istrati au fost fotografiate, iar altele erau prea distruse pentru a mai putea fi descifrate.
În vara anului 1899 lăcașul a fost vizitat de Istrati, care a menționat că în aceasta nu se mai slujea, era închisă, nu avea împrejmuire și se afla în stare de ruină. Istrati a luat ca măsură fotografierea în detaliu a obiectivului. Potrivit acestuia, tradiția locală spune că masa altarului a fost așezată peste trunchiul stejarului tăiat, și că acest lucru nu rămâne decât de văzut în perioada renovării. Istrati a presupus că odată cu renovarea bisericii se vor găsi temeliile zidului împrejmuitor, turlei cu scop de clopotniță și ale unor case, probabil ale strămoșilor sau chiar ale lui Ștefan cel Mare, precum și sub pardoseala de scânduri din biserică morminte ale membrilor familiei acestuia.
Între 1904 și 1905 s-a reparat acoperișul și fațada din vest și s-au îndepărtat contraforții. În 1904 a avut loc comemorarea a 400 de ani de la nașterea domnitorului, însoțită de o sărbătoare națională unde au participat Spiru Haret, ministrul instrucțiunii publice, prefectul județului, deputatul Radu Porumbaru, Constantin I. Istrati și alte personalități.
La nivelul anului 1925, Gheorghe Balș a menționat că nu mai existau urme de picturi în biserică, având pereții albi, cu excepția a două icoane pictate în dreapta și stânga ușii naosului. Se mai putea observa pictura catapeteasmei din zid. Tot acesta a găsit în interior pietre de mormânt de dată mai recentă.
Între 1938 și 1940 s-au efectuat reparații, dar din cauza cutremurului din noiembrie 1940, efectul acestora a fost de scurtă durată. Prefectura județului Bacău a alocat 3 500 000 lei pentru reparații generale ulterior, unde cercetarea la fața locului a fost făcută de Horia Teodoru, iar lucrările au fost realizate până în 1945. Biserica a fost afectată și de cutremurul din 1977.
Biserica a fost restaurată între 1993 și 1994 și pictată între vara anului 2003 și cea a anului 2004 de Grigore Popescu, axându-se pe o influență bizantină, și nu una strictă. Suprafața acoperită a fost de 600 metri pătrați, unde s-au redat și scene din copilăria și viața domnitorului.
În 2018, deputatul Iulian Bulai a adresat o interpelare lui George Ivașcu, Ministru al Culturii, cu privire la când au fost montate geamurile duble (Termopan), cât au costat, ce a mai prevăzut proiectul și dacă s-a solicitat avizul Ministerul Culturii și Identității Naționale pentru intervenție de către proprietar, în condițiile în care biserica este monument istoric de clasă A iar acest tip de geamuri nu se potrivesc cu arhitectura și specificul construcției. Ministrul a răspuns că la comemorarea a 500 de ani de la moartea domnitorului Ștefan cel Mare (2004), parohia a schimbat, cu fonduri proprii, geamurile pentru a menține picturile și că nu se cunosc degradări fizice cauzate de sistemul de geamuri.
Este amplasată pe drumul național (DN) 11A Onești–Adjud, la o distanță de 7 km față de Oneștiul propriu-zis.

## Galerie foto

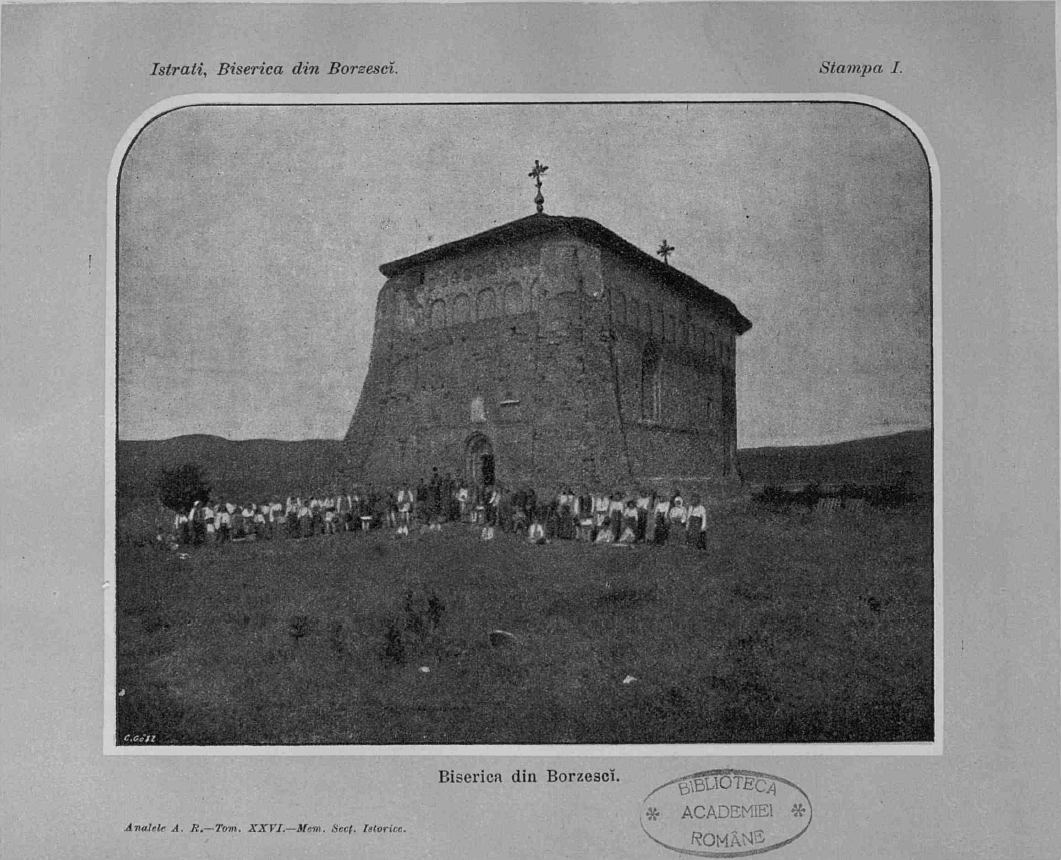
Adunarea sătească lângă biserică
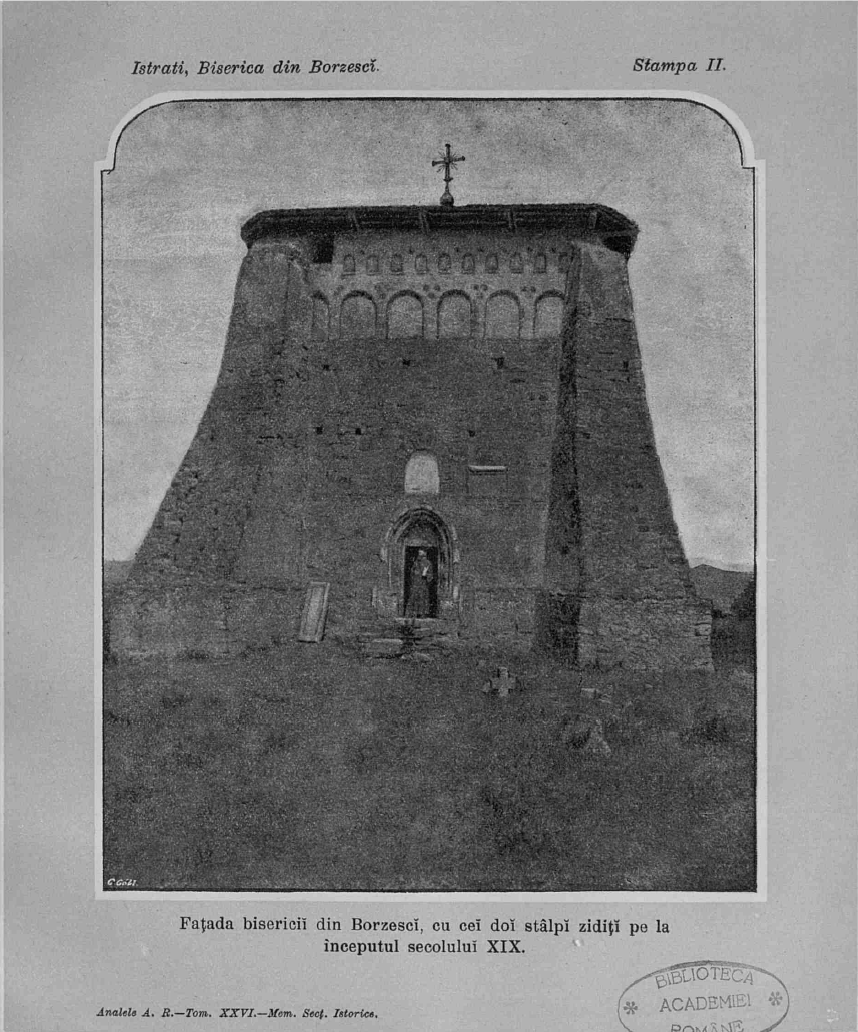
Biserica văzută frontal
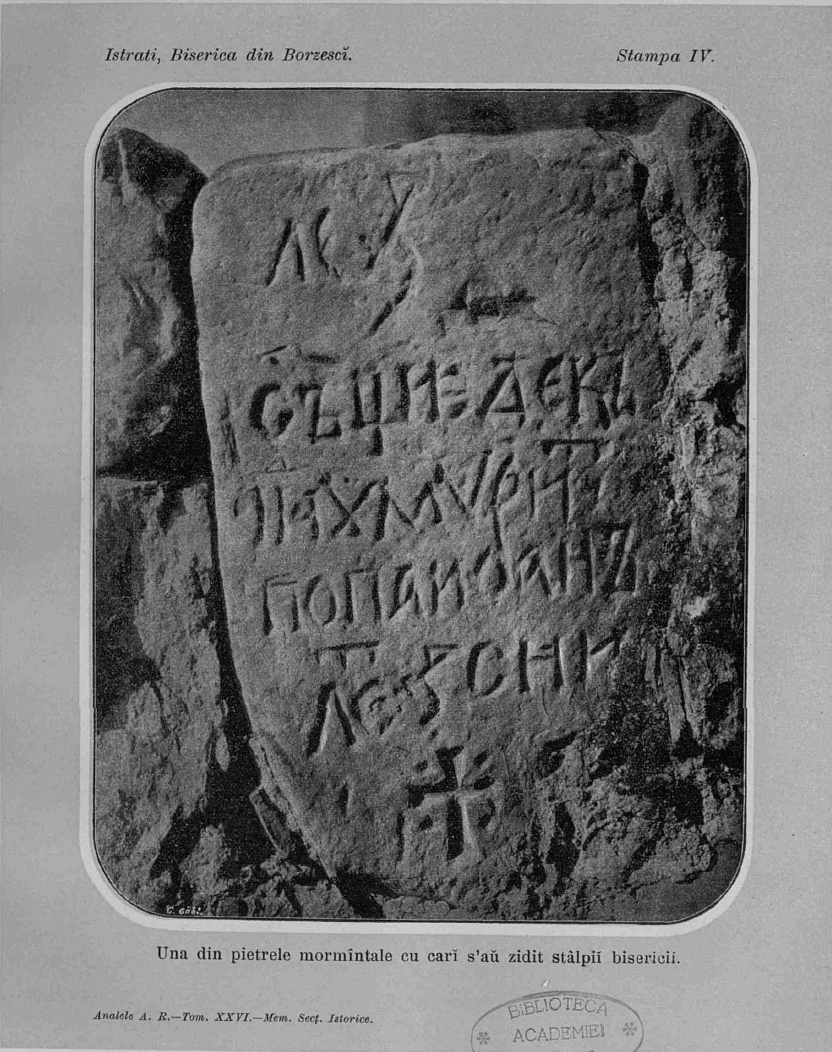
Piatră în zid
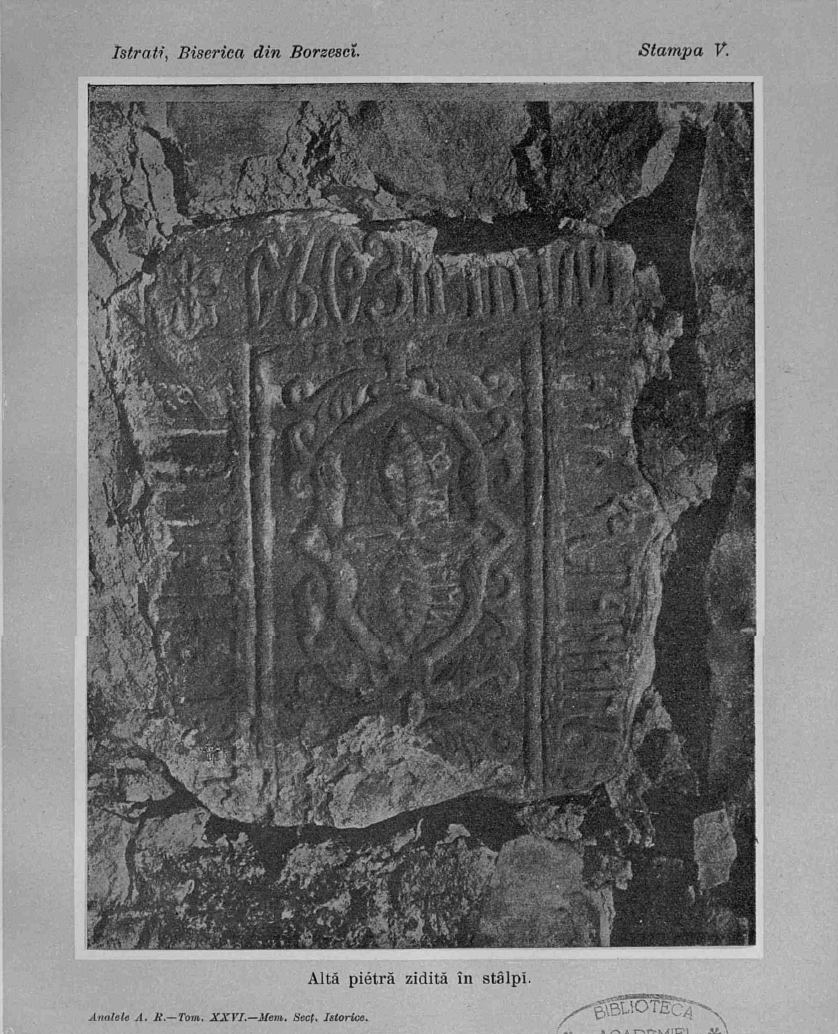
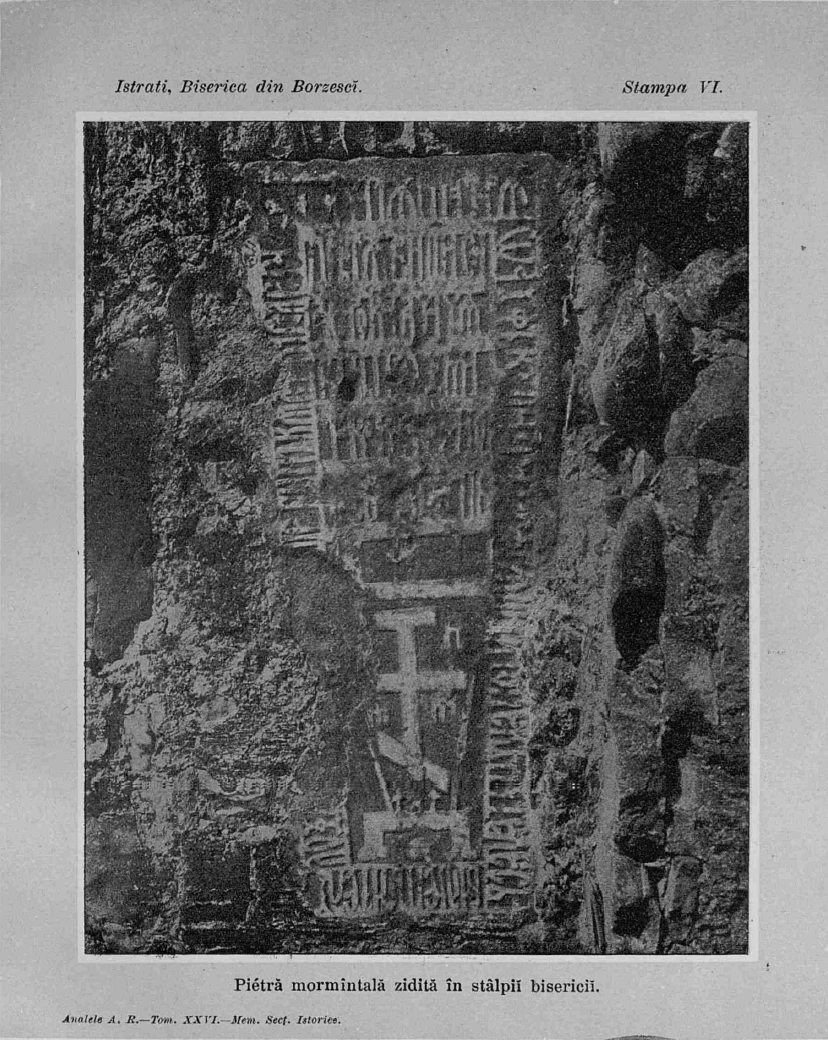
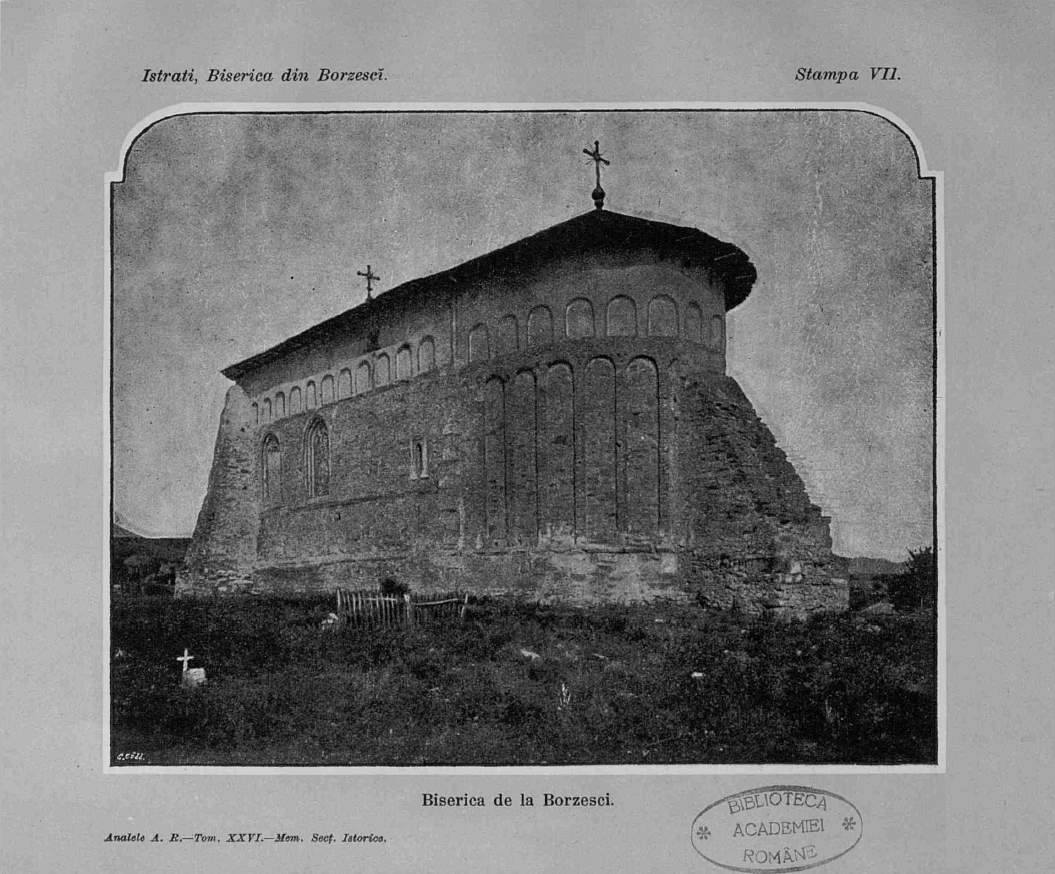
Contraforții
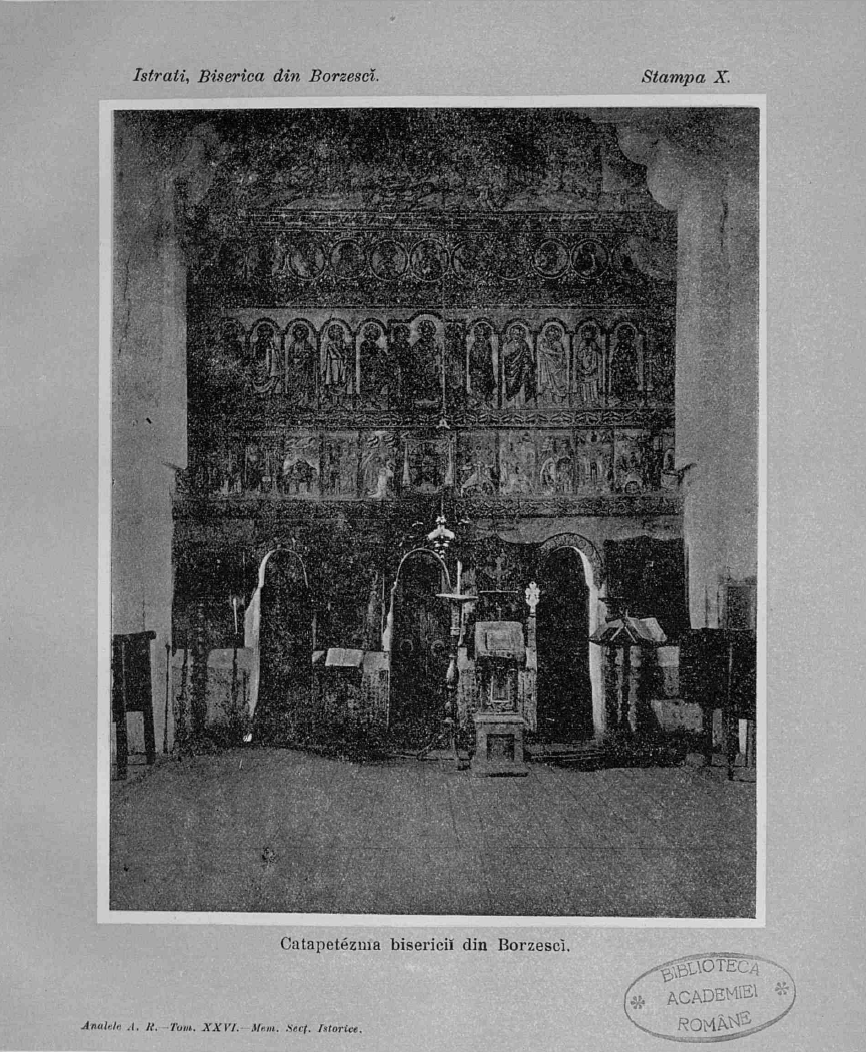
Altarul
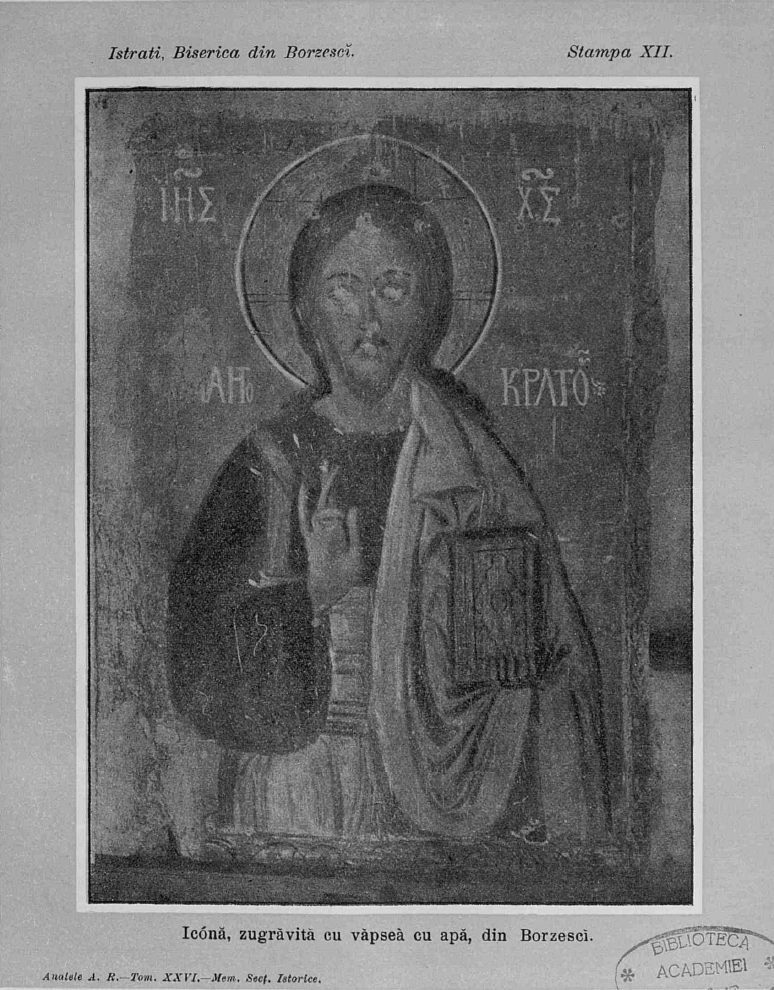
Icoana cu Isus vandalizată

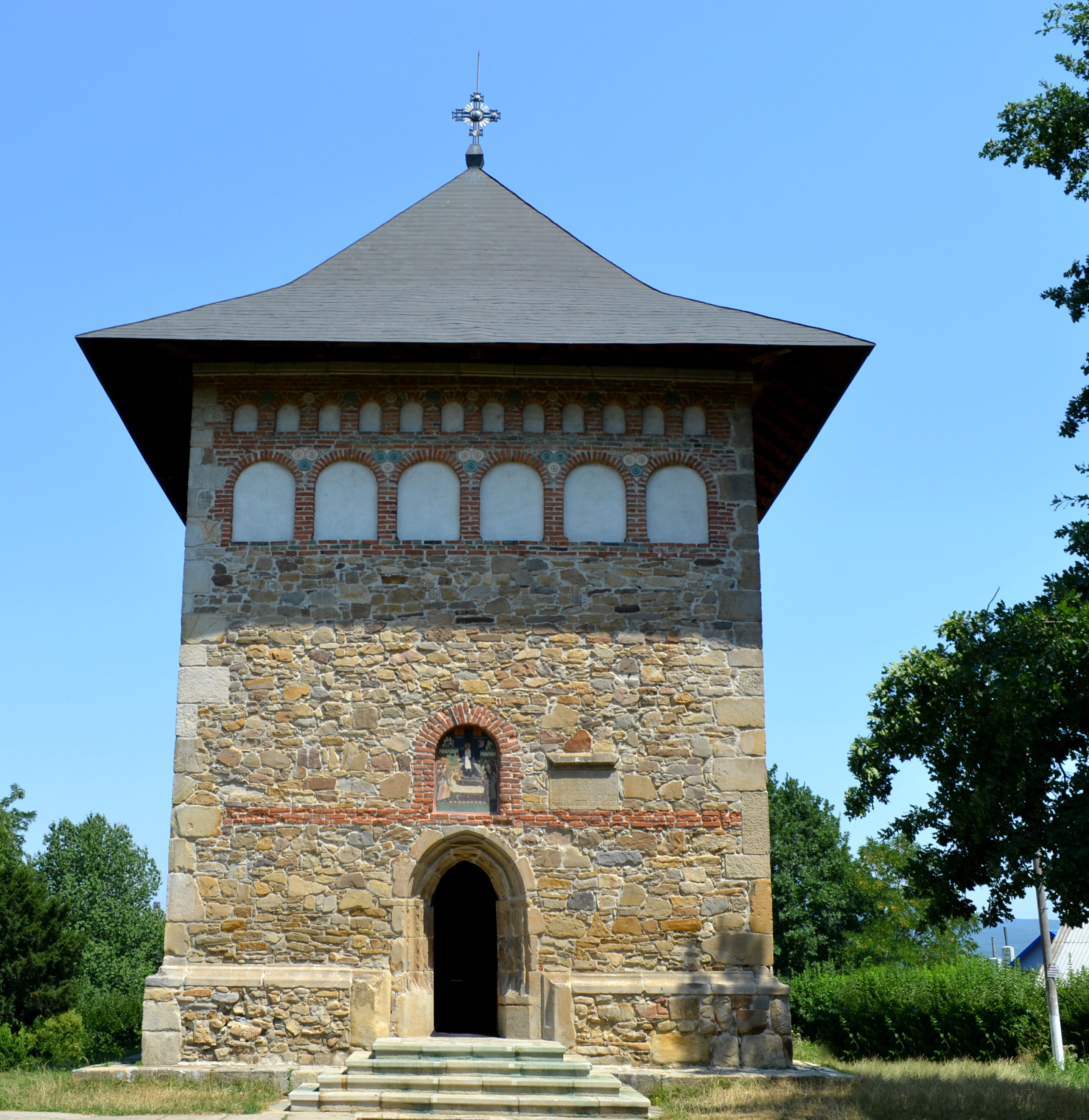
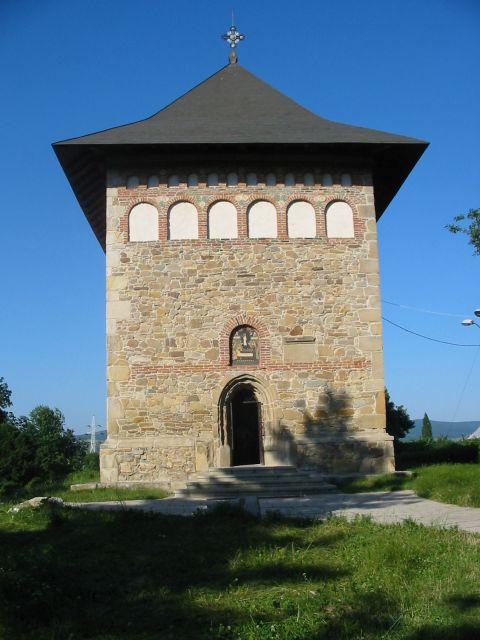
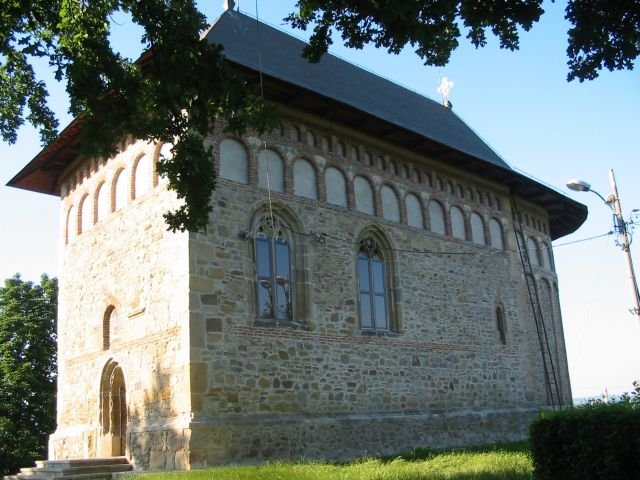
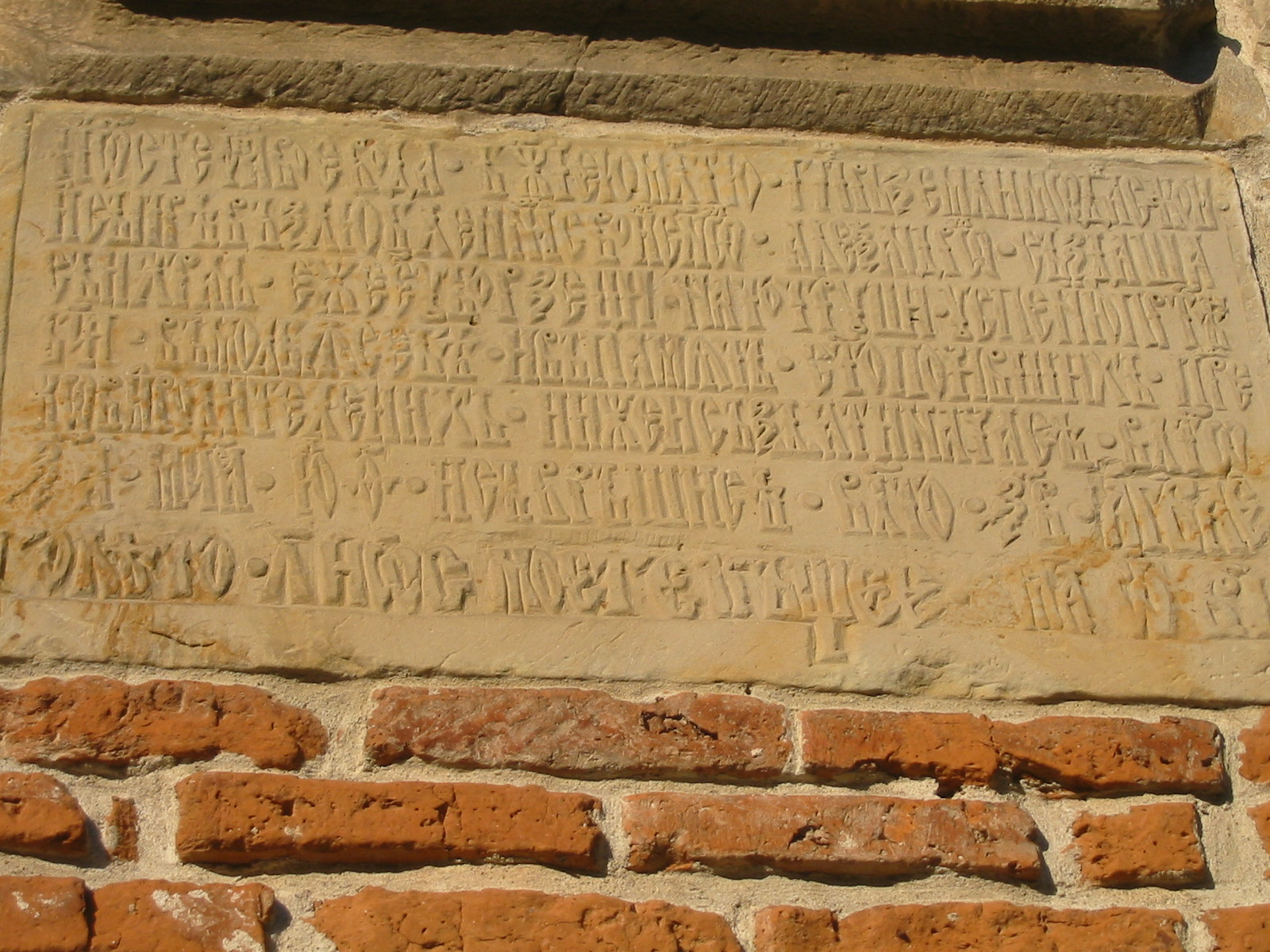
Pisania
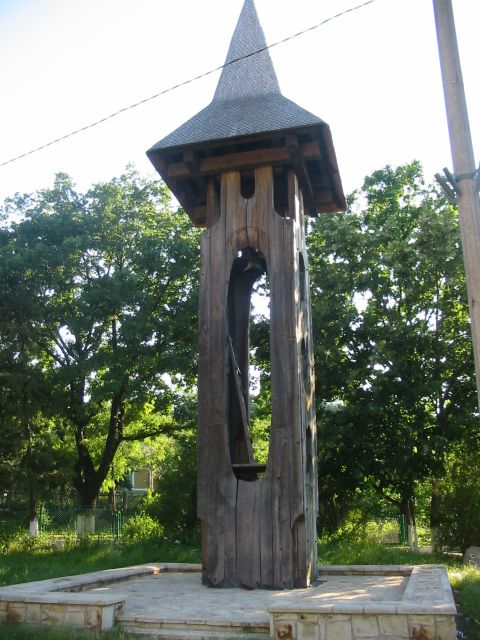
Clopotniță de stejar
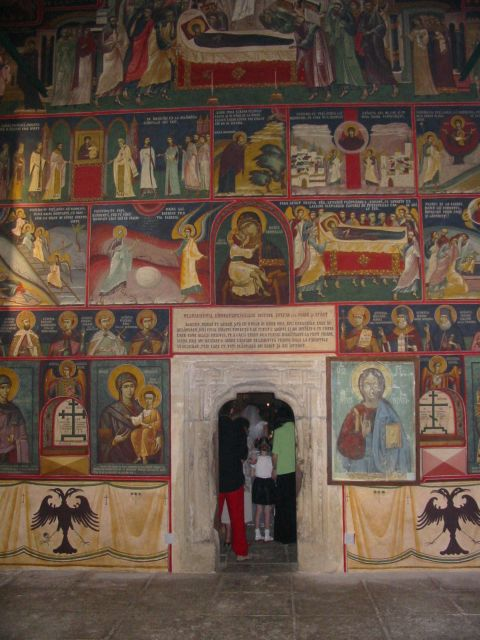
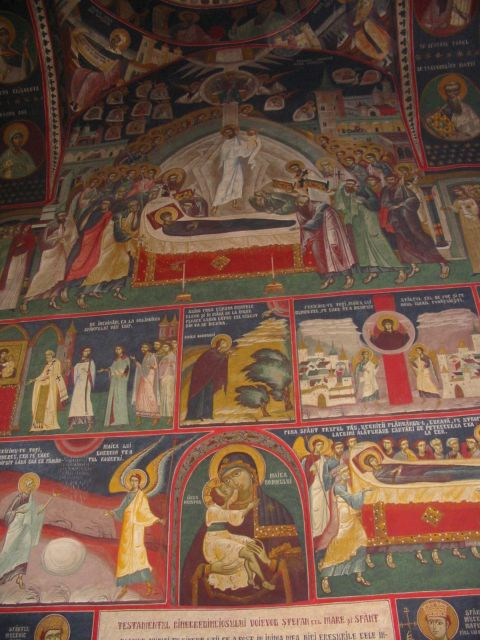
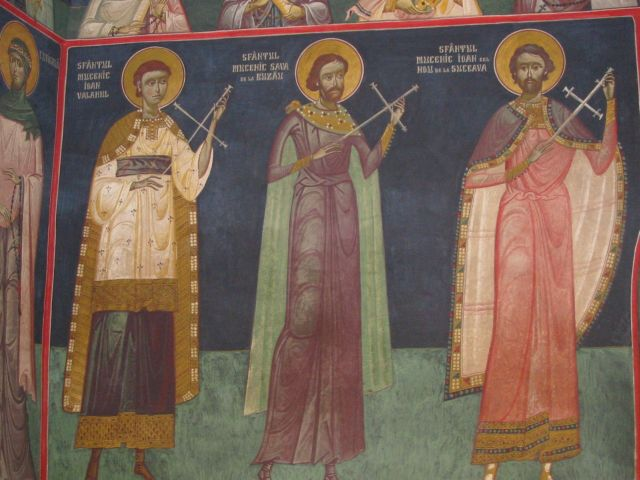
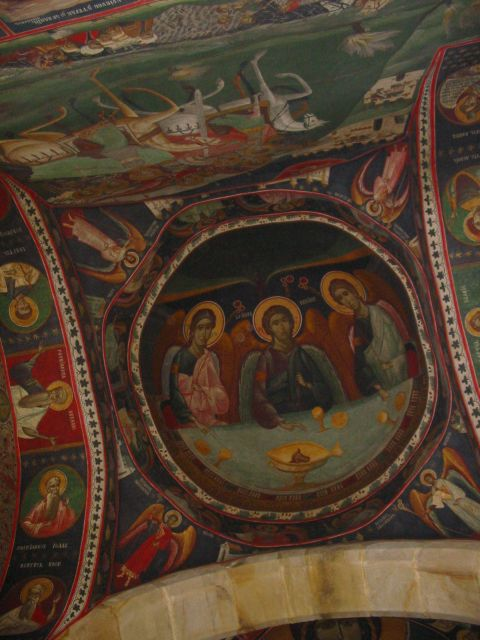
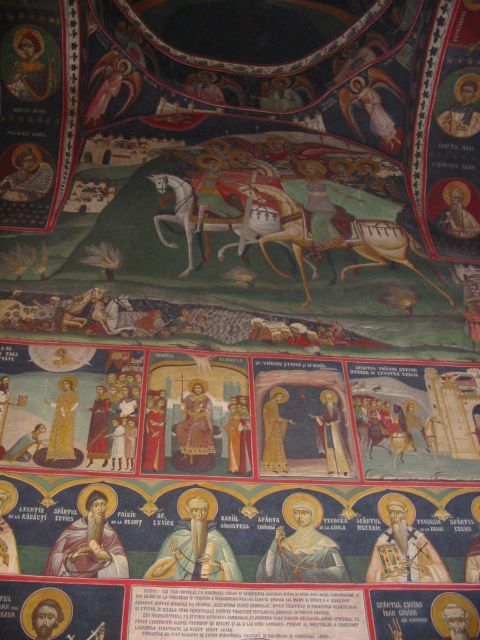
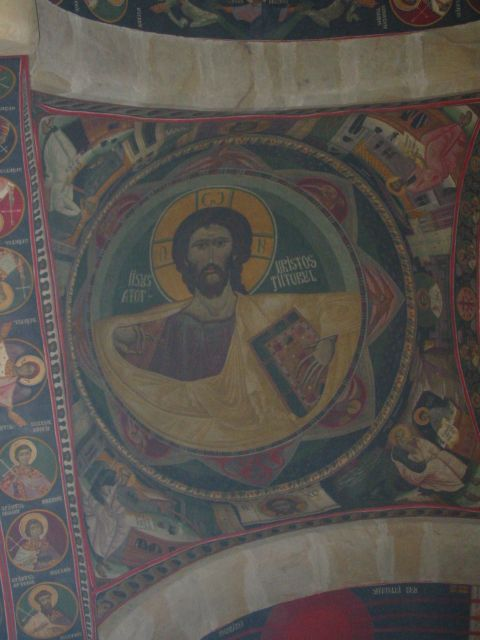
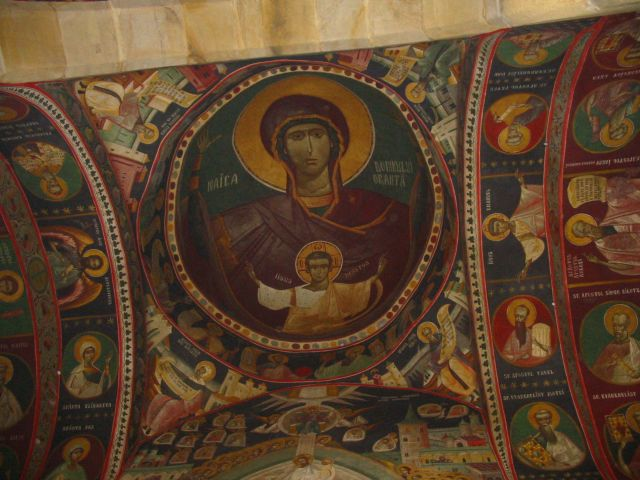
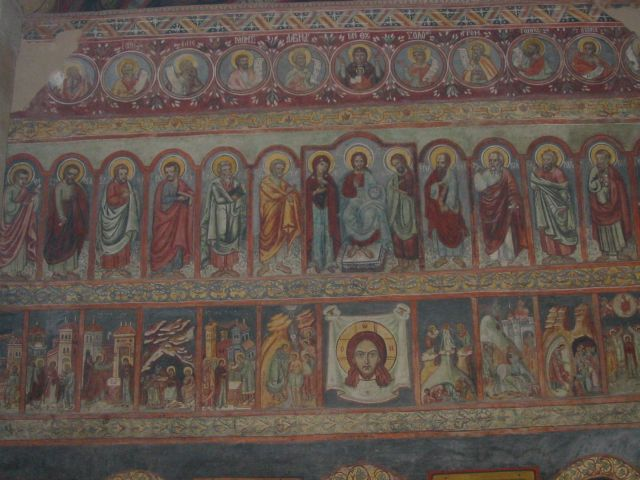
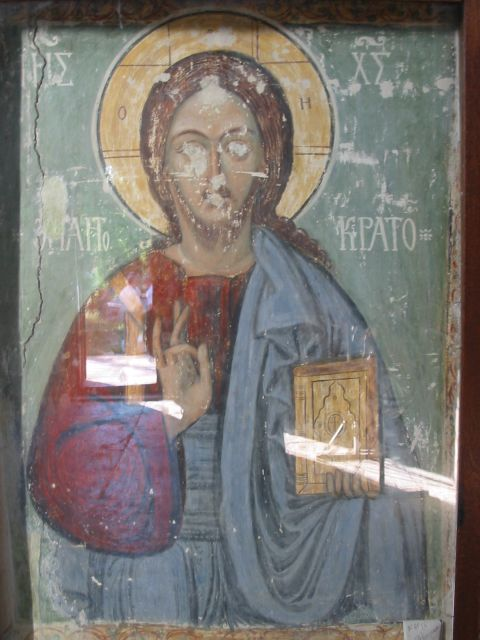
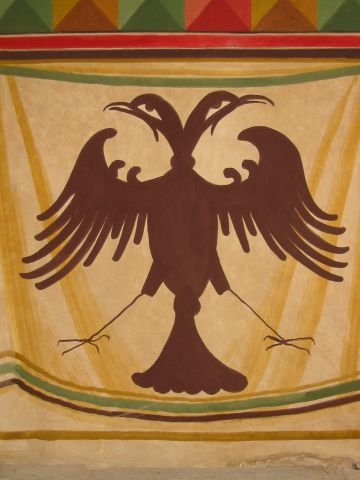